# إعلان استقلال كوسوفو 2008
تم اعتماد إعلان استقلال كوسوفو لعام 2008 في 17 فبراير 2008 من قبل برلمان كوسوفو، في اجتماع حضره 109 أعضاء من إجمالي 120 عضوا، أعلن البرلمان بالإجماع استقلال كوسوفو عن صربيا، في حين قاطع جميع ممثلي الأقلية الصربية ال11 الجلسات. توجد الأقلية الصربية في مقاطعة متروفيتشا الشمالية، على الحدود مع صربيا. يعد هذا الإعلان الثاني لاستقلال المؤسسات السياسية ذات الأغلبية الألبانية في كوسوفو، حيث تم الأول في 7 سبتمبر 1990.
تم التشكيك في شرعية الإعلان، حيث سعت صربيا إلى حشد الأصوات الدولية لدعم موقفها المتمثل في عدم قانونية إعلان الاستقلال، وفي أكتوبر 2008 طلبت فتوى من محكمة العدل الدولية. قررت المحكمة أن الإعلان لم ينتهك القانون الدولي.

## النزاعات الدولية

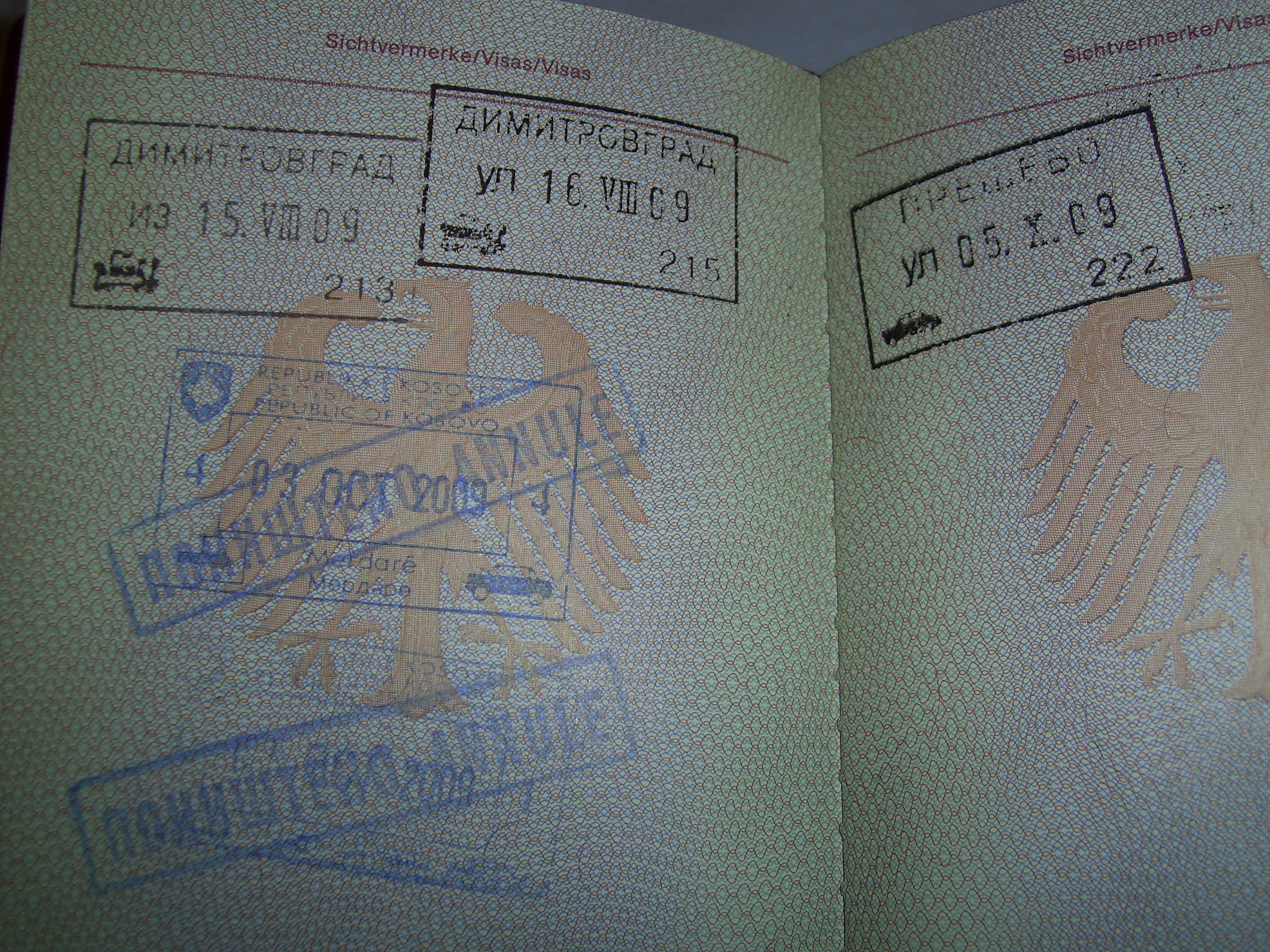
أختام كوسوفو في جواز سفر ألماني ألغتها شرطة الحدود الصربية. الطوابع الصربية على اليسار ليست ذات صلة، والختم الصربي على اليمين يعود إلى إعادة الدخول إلى صربيا. لم تختم مقدونيا جواز السفر

### مشروعية الإعلان
في 18 فبراير 2008، أعلنت الجمعية الوطنية لجمهورية صربيا أن إعلان استقلال كوسوفو باطل ولاغٍ بناءً على اقتراح من الحكومة، بعد أن اعتبرت المحكمة الدستورية لجمهورية صربيا أن هذا الإعلان غير قانوني بحجة أنه لم يكن بالتنسيق مع ميثاق الأمم المتحدة ودستور صربيا والوثيقة الختامية لهلسنكي وقرار مجلس الأمن التابع للأمم المتحدة رقم 1244 (بما في ذلك القرارات السابقة) ولجنة بادينتر.
وفقا للكاتب نويل مالكوم، كان دستور 1903 لا يزال ساري المفعول في الوقت الذي ضمت فيه صربيا كوسوفو خلال حرب البلقان الأولى. وأوضح أن هذا الدستور يتطلب تواجد جمعية وطنية قبل توسيع حدود صربيا لتشمل كوسوفو؛ لكن هذه الجمعية الوطنية لم تلتئم على الإطلاق. يجادل دستوريا بأنه لا ينبغي أن تُصبح كوسوفو جزءا من مملكة صربيا.
في 2005، حدد فريق الاتصال المبادئ التوجيهية التي يتم بموجبها تحديد الوضع النهائي لكوسوفو.

### سابقة أم حالة خاصة
أثار قرار الاعتراف باستقلال كوسوفو الكثير من الجدل، حيث خشيت العديد من الدول أن يكون هذا القرار سابقة ستؤثر على المناطق الأخرى المتنازع عليها في أوروبا والأجزاء غير الأوروبية من الاتحاد السوفيتي سابقا، مثل أبخازيا وأوسيتيا الجنوبية.
لقد عالج نص إعلان استقلال كوسوفو هذه القضية بالقول «... وإذ تلاحظ أن كوسوفو هي حالة خاصة ناتجة عن تفكك دول يوغوسلافيا بشكل غير توافقي وليست سابقة لأي حالة أخرى، إذ تشير إلى سنوات الصراع والعنف في كوسوفو، الذي أزعج ضمير» جميع الناس المتحضرين"... "ومع ذلك، صرح تيد جالين كاربنتر من معهد كاتو بأن وجهة نظر كوسوفو هي فريدة من نوعها ولا تشكل سابقة«ساذجة للغاية».

### تدخل الأمم المتحدة
لم تحظى الجمهورية المستقلة حديثا بمقعد في الأمم المتحدة، حيث أن أي طلب لكوسوفو للحصول على عضوية الأمم المتحدة سوف يتم الاعتراض عليه قبل روسيا باستعمال الفيتو. تعهدت روسيا بمعارضة استقلال كوسوفو من خلال «خطة للانتقام». كما أعلنت صربيا بشكل استباقي إلغاء قرار استقلال كوسوفو وتعهدت بمعارضته من خلال مجموعة من التدابير التي تهدف إلى إعاقة الاعتراف الدولي بالجمهورية الناشئة.
في 8 أكتوبر 2008، صوتت الجمعية العامة للأمم المتحدة من أجل إحالة قرار إعلان استقلال كوسوفو إلى محكمة العدل الدولية؛ 77 دولة أيدت القرار، فيما عارضته 6 دول، امتنعت 74 دولة عن التصويت. طُلب من محكمة العدل الدولية تقديم فتوى بشأن مشروعية إعلان كوسوفو الاستقلال عن صربيا في فبراير. أصدرت المحكمة فتواها في 22 يوليو 2010؛ بتصويت 10 مقابل 4، أعلنت أن "إعلان استقلال 17 فبراير 2008 لم ينتهك القانون الدولي العام لأن القانون الدولي لا يحتوي على أي مادة " تحظر إعلانات الاستقلال ".

## ردود الأفعال حول الإعلان

خريطة التي اعترفت باستقلال كوسوفو عن صربيا
كوسوفو
دول تعترف رسميا بكوسوفو كدولة مستقلة
دول لا تعترف بكوسوفو كدولة مستقلة
دول سحبت اعترافها بكوسوفو كدولة مستقلة

### ردود الأفعال الدولية
على عكس إعلان استقلال كوسوفو لعام 1990، والذي اعترفت به ألبانيا فقط، تم الاعتراف بإعلان استقلال كوسوفو لسنة 2008 من قبل 101 دولة من أصل 193 دولة عضو في الأمم المتحدة إضافة لتايوان (بحلول 27 يوليو 2019، كانت 14 دولة قد سحبت اعترافها باستقلال كوسوفو). أبدت العديد من الدول معارضتها لإعلان استقلال كوسوفو وخصوصا الصين وروسيا. أعلنت صربيا قبل الإعلان أنها ستسحب سفيرها من أي دولة تعترف بكوسوفو كدولة مستقلة. ومع ذلك، تحتفظ صربيا بسفاراتها في العديد من الدول التي تعترف بكوسوفو، بما في ذلك ألبانيا وكندا وكرواتيا وفرنسا وألمانيا والمجر وإيطاليا واليابان وهولندا والنرويج وكوريا الجنوبية وتركيا والإمارات العربية المتحدة والمملكة المتحدة والولايات المتحدة.

### ردود الأفعال داخل الاتحاد الأوروبي

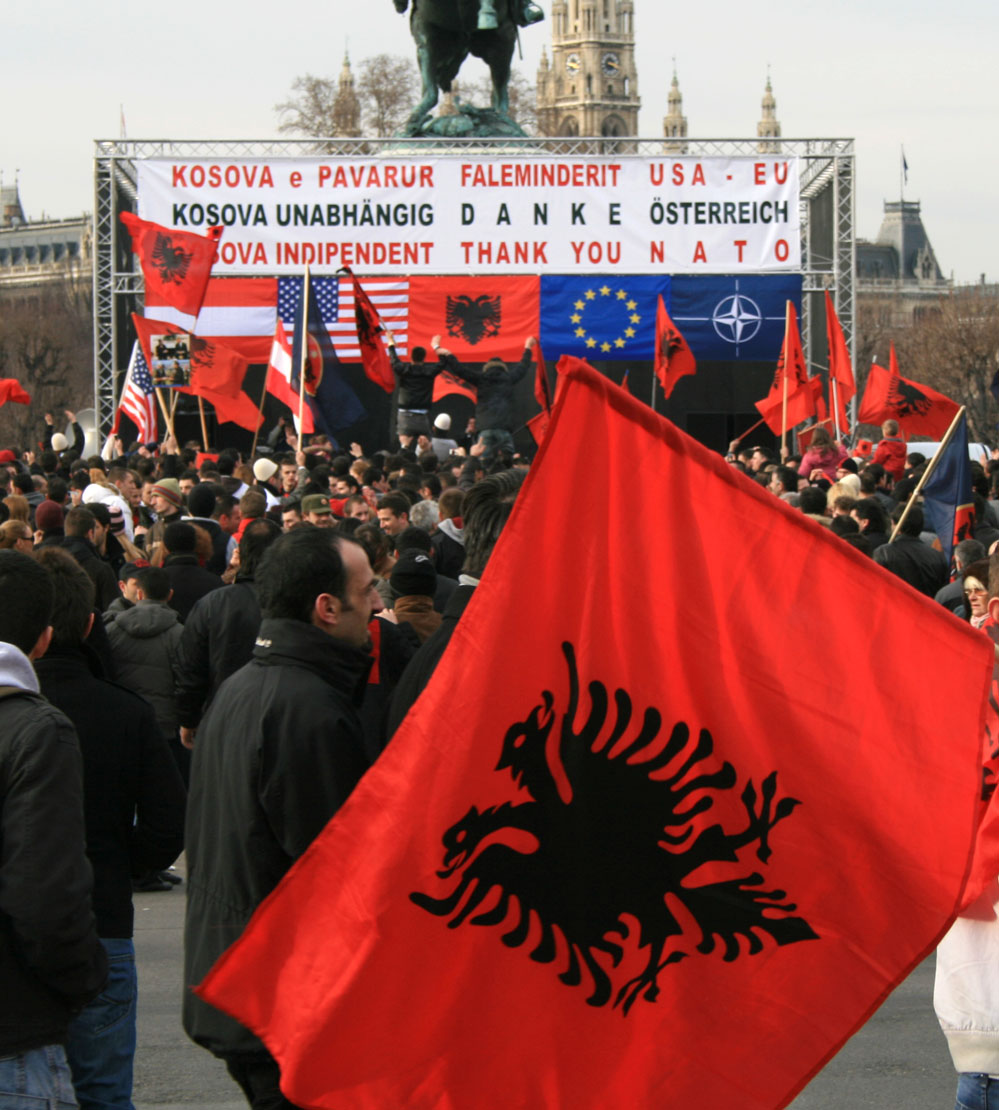
احتفالات في فيينا، النمسا بإعلان استقلال كوسوفو

في 18 فبراير 2008، أعلنت رئاسة الاتحاد الأوروبي بعد يوم من المحادثات المكثفة بين وزراء الخارجية أن الدول الأعضاء لها كامل الحرية في اتخاذ قرار فردي بشأن الاعتراف باستقلال كوسوفو. اعترفت غالبية الدول الأعضاء في الاتحاد الأوروبي بكوسوفو كدولة مستقلة، فيما رفضت ذلك كل من قبرص واليونان ورومانيا وسلوفاكيا وإسبانيا. طعن بعض من شخصيات المجتمع الإسباني (من العلماء أو من الحكومة الإسبانية أو من أحزاب المعارضة) في المقارنة التي أجرتها حكومة إقليم الباسك بأن الطريقة التي استقلت بها كوسوفو يمكن أن تكون طريقا لاستقلال إقليمي الباسك وكاتالونيا عن إسبانيا.
قبل إعلان استقلال كوسوفو بفترة وجيزة، وافق الاتحاد الأوروبي على نشر بعثة غير عسكرية تضم 2000 عضو في مجال إنفاذ القانون سُميت "EULEX"، لتطوير قطاع الشرطة والعدالة في كوسوفو. وافق جميع أعضاء الاتحاد الأوروبي السبعة والعشرين على هذا القرار، بما في ذلك الدول القليلة التي لم تعترف بعد باستقلال كوسوفو. زعمت صربيا أن هذا احتلال وأن تحرك الاتحاد الأوروبي غير قانوني.

### خارج الاتحاد

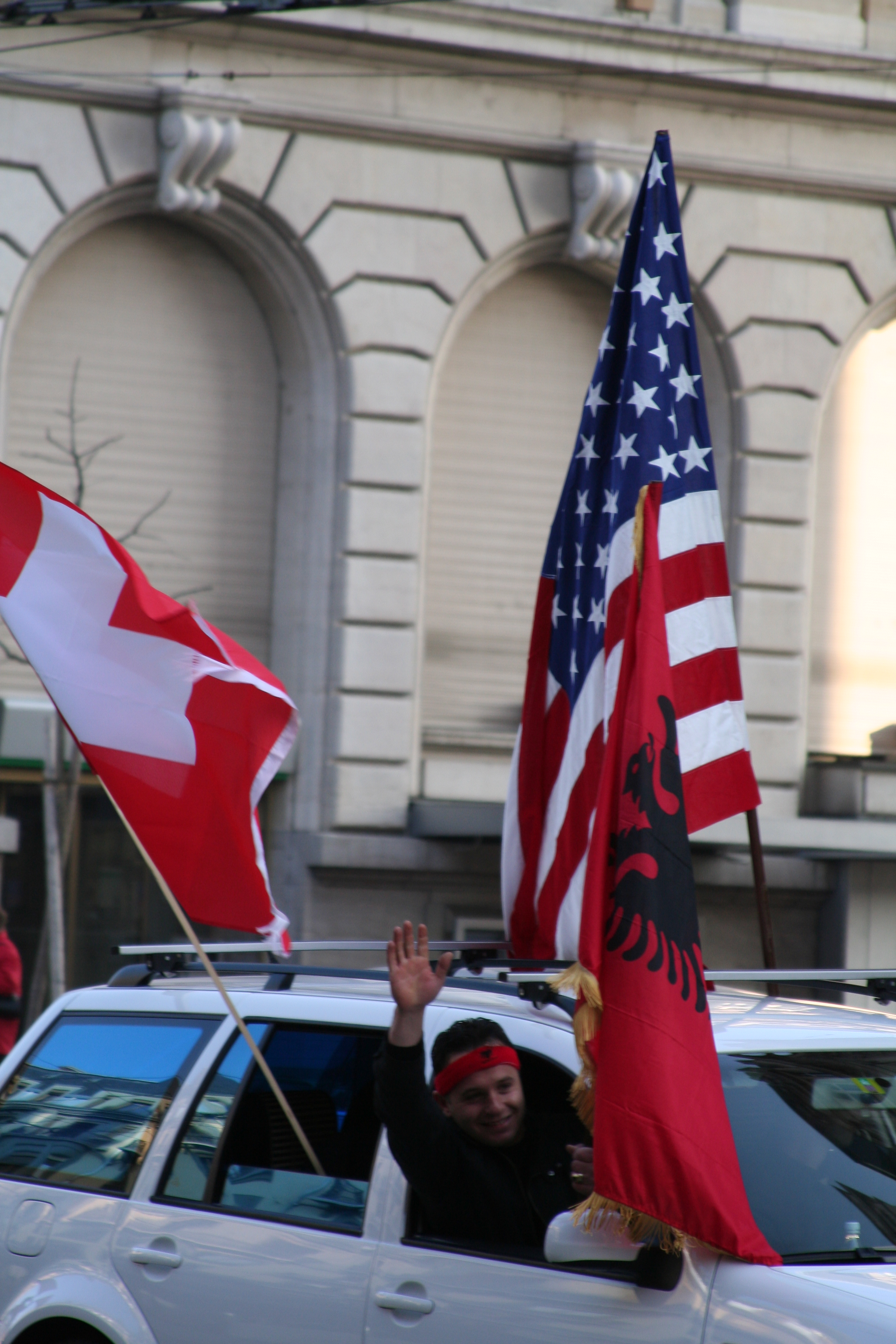
People جانب من الاحتفالات بإعلان استقلال كوسوفو في لوزان، سويسرا، مع سيارات تحمل أعلام سويسرا وألبانيا والولايات المتحدة

رحب رئيس الولايات المتحدة جورج دبليو بوش بإعلان الاستقلال وأعلن عن الصداقة بين بلاده وصربيا، قائلاً: «لقد أيدنا بقوة خطة أهتيساري [التي تعني استقلال كوسوفو...]. لقد شجعنا حقيقة أن حكومة كوسوفو قد أعلنت بوضوح عن استعدادها ورغبتها في دعم حقوق الأقلية الصربية في كوسوفو، ونعتقد أيضا أنه من مصلحة صربيا أن تكون متحالفة مع أوروبا ويمكن للشعب الصربي أن يعرف أن لديهم صديق في أمريكا.».
وردت روسيا بالإدانة قائلة إنها «تتوقع من بعثة الأمم المتحدة والقوات التي يقودها الناتو في كوسوفو أن تتخذ إجراءً فوريًا لتنفيذ ولايتها [...] بما في ذلك إلغاء قرارات أجهزة الحكم الذاتي في بريشتينا واتخاذ إجراءات صارمة وتدابير إدارية ضدهم.».
في تيرانا، عاصمة ألبانيا، تم الاحتفال ب«يوم كوسوفو».
اتصل رئيس الوزراء التركي رجب طيب أردوغان برئيس وزراء كوسوفو هاشم ثاتشي قائلاً إن إعلان الاستقلال «سيحقق السلام والاستقرار في البلقان».
صرحت وزارة الخارجية في تايوان (تايوان ليست عضو في الأمم المتحدة): «إننا نهنئ شعب كوسوفو على استقلاله ونأمل أن يستمتعوا بثمار الديمقراطية والحرية. [...] الديمقراطية وتقرير المصير هما الحقوق التي أقرتها الأمم المتحدة، تدعم جمهورية الصين دائمًا البلدان ذات السيادة التي تسعى إلى تحقيق الديمقراطية والسيادة والاستقلال من خلال الوسائل السلمية.». في رد فعل سريع، صرحت جمهورية الصين الشعبية قائلة إن: «تايوان، كما أي جزء من الصين، ليس لديها الحق والمؤهل على الإطلاق لتقديم الاعتراف المزعوم».
من بين دول جنوب شرق آسيا التي نشطت فيها الحركات الانفصالية الإسلامية في ثلاث ولايات على الأقل، أرجأت إندونيسيا، التي تضم أكبر عدد من السكان المسلمين في العالم، الاعتراف بكوسوفو كدولة مستقلة، بينما أعلنت الفلبين أنها لن تعارض الاستقلال ولن تدعمه. يواجه كلا البلدين ضغوطاً من الحركات الانفصالية الإسلامية داخل أراضيهما، وخاصة أتشيه وجنوب مينداناو على التوالي. أعربت فيتنام عن معارضتها، بينما ذكرت سنغافورة أنها لا تزال تدرس الوضع. ماليزيا، التي كانت ترأس منظمة المؤتمر الإسلامي آنذاك، اعترفت رسمياً باستقلال كوسوفو بعد ثلاثة أيام من الإعلان.

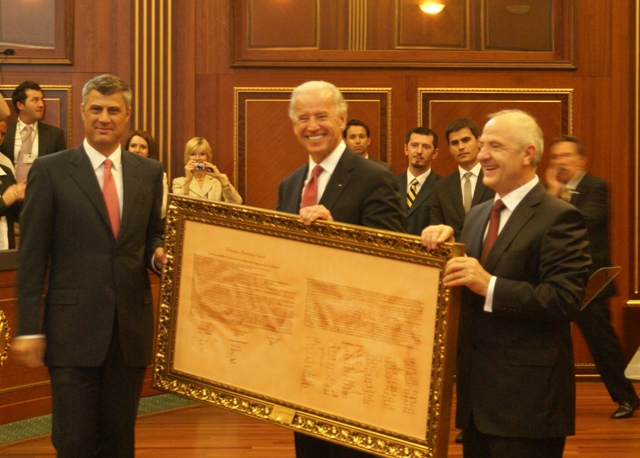
هاشم ثاتشي ونائب الرئيس الأمريكي جو بايدن رفقة إعلان استقلال كوسوفو.

أيد رئيس الوزراء الأسترالي كيفن رود استقلال كوسوفو صباح يوم 18 فبراير، قائلاً: «يبدو أن هذا هو المسار الصحيح للعمل. لهذا السبب، من الناحية الدبلوماسية، سنقدم الاعتراف في أقرب فرصة». قالت الوزيرة هيلين كلارك إن نيوزيلندا لا تعترف بكوسوفو ولن تعترف بها. نُظمت مسيرات مؤيدة للاستقلال من قبل ذوي العرقية الألبانية في كندا في الأيام التي سبقت الإعلان.
في 9 نوفمبر 2009، اعترفت نيوزيلندا رسميا باستقلال كوسوفو.
حيا رئيس جمهورية شمال قبرص التركية (وهي دولة غير معترف بها من قبل الأمم المتحدة) محمد علي طلعت استقلال كوسوفو وصرح بأنه يأمل في أن تحظى كوسوفو بالاحترام والمساعدة، في معارضة شديدة لموقف جمهورية قبرص.

### الأمم المتحدة
بناءً على طلب من روسيا، عقد مجلس الأمن التابع للأمم المتحدة جلسة طارئة بعد ظهر يوم 17 فبراير. أصدر الأمين العام للأمم المتحدة آنذاك بان كي مون، بيانا تجنب فيه التحيز وحث جميع الأطراف «على الامتناع عن أي تصرفات قد تهدد السلام أو تحرض على العنف أو تهدد الأمن في كوسوفو أو في المنطقة». متحدثاً نيابة عن ست دول وهي بلجيكا وكرواتيا وفرنسا وألمانيا وإيطاليا والولايات المتحدة، أعرب السفير البلجيكي عن أسفه «لأن مجلس الأمن لم يستطع الاتفاق على خطة واحدة للمضي قدما نحو الأمام، لكن هذا المأزق كان واضحا منذ عدة أشهر. تمثل الأحداث حاليا... نهاية حالة استنفدت جميع السبل في السعي لتحقيق نتيجة متفاوض عليها».

## مقالات متعلقة
- التجاوب الدولي مع استقلال كوسوفو
- توحيد ألبانيا وكوسوفو
- استفتاء انفصال كردستان العراق 2017
- استفتاء استقلال كتالونيا 2017